# Carpatolechia epomidella
Carpatolechia epomidella is een vlinder uit de familie tastermotten (Gelechiidae). De wetenschappelijke naam is voor het eerst geldig gepubliceerd in 1869 door Tengstrom.
De soort komt voor in Europa.